# Grand Prix automobile de Hongrie 1999
GP précédent GP suivant
Le Grand Prix automobile de Hongrie 1999 (Marlboro Magyar Nagydíj 1999), disputé sur le Hungaroring (à 19 km de Budapest) le 15 août 1999, est la 641e épreuve du championnat du monde de Formule 1 courue depuis 1950 et la onzième manche du championnat 1999.

## Classement
| Pos. | No | Pilote                | Écurie             | Tours | Temps/Abandon                      | Grille | Points |
| ---- | -- | --------------------- | ------------------ | ----- | ---------------------------------- | ------ | ------ |
| 1    | 1  | Mika Häkkinen         | McLaren-Mercedes   | 77    | 1 h 46 min 23 s 536 (172,307 km/h) | 1      | 10     |
| 2    | 2  | David Coulthard       | McLaren-Mercedes   | 77    | + 9 s 706                          | 3      | 6      |
| 3    | 4  | Eddie Irvine          | Ferrari            | 77    | + 27 s 228                         | 2      | 4      |
| 4    | 8  | Heinz-Harald Frentzen | Jordan-Mugen-Honda | 77    | + 31 s 815                         | 5      | 3      |
| 5    | 16 | Rubens Barrichello    | Stewart-Ford       | 77    | + 43 s 808                         | 8      | 2      |
| 6    | 11 | Damon Hill            | Jordan-Mugen-Honda | 77    | + 55 s 726                         | 6      | 1      |
| 7    | 10 | Alexander Wurz        | Benetton-Playlife  | 77    | + 1 min 01 s 012                   | 7      |        |
| 8    | 19 | Jarno Trulli          | Prost-Peugeot      | 76    | + 1 tour                           | 13     |        |
| 9    | 6  | Ralf Schumacher       | Williams-Supertec  | 76    | + 1 tour                           | 16     |        |
| 10   | 18 | Olivier Panis         | Prost-Peugeot      | 76    | + 1 tour                           | 14     |        |
| 11   | 17 | Johnny Herbert        | Stewart-Ford       | 76    | + 1 tour                           | 10     |        |
| 12   | 3  | Mika Salo             | Ferrari            | 75    | + 2 tours                          | 18     |        |
| 13   | 23 | Ricardo Zonta         | BAR-Supertec       | 75    | + 2 tours                          | 17     |        |
| 14   | 20 | Luca Badoer           | Minardi-Ford       | 75    | + 2 tours                          | 19     |        |
| 15   | 14 | Pedro de la Rosa      | Arrows             | 75    | + 2 tours                          | 20     |        |
| 16   | 11 | Jean Alesi            | Sauber-Petronas    | 74    | Pompe à essence                    | 11     |        |
| 17   | 21 | Marc Gené             | Minardi-Ford       | 74    | + 3 tours                          | 22     |        |
| Abd. | 22 | Jacques Villeneuve    | BAR-Supertec       | 60    | Boîte de vitesses                  | 9      |        |
| Abd. | 9  | Giancarlo Fisichella  | Benetton-Playlife  | 52    | Moteur                             | 4      |        |
| Abd. | 15 | Toranosuke Takagi     | Arrows             | 26    | Transmission                       | 21     |        |
| Abd. | 12 | Pedro Diniz           | Sauber-Petronas    | 19    | Sortie de piste                    | 12     |        |
| Abd. | 5  | Alessandro Zanardi    | Williams-Supertec  | 10    | Transmission                       | 15     |        |

## Pole position et record du tour
- Pole position : Mika Häkkinen en 1 min 18 s 156 (vitesse moyenne : 182,773 km/h).
- Meilleur tour en course : David Coulthard en 1 min 20 s 699 au 69e tour (vitesse moyenne : 177,013 km/h).

## Tours en tête
- Mika Häkkinen : 77 (1-77)

## Statistiques
- 13e victoire pour Mika Häkkinen.
- 121e victoire pour McLaren en tant que constructeur.
- 26e victoire pour Mercedes en tant que motoriste.